# Поспешный (фрегат, 1793)
«Поспе́шный» — 32-пушечный парусный фрегат Черноморского флота Российской империи. Погиб в кораблекрушении в 1800 году у пролива Босфор.

## Постройка
Корабль был заложен 6 октября 1791 года на Таганрогской верфи, спущен на воду 26 июля 1793 года, вошёл в состав Черноморского флота.

## Служба
В 1794 году фрегат перешёл из Таганрога в Севастополь.
В 1797 году в составе эскадры находился в практическом плавании в Чёрном море. Принимал участие в войне Второй коалиции с Францией 1798—1800 годов.
В июне-июле 1799 года перешёл из Николаева в Корфу, где находилась эскадра адмирала Ф. Ф. Ушакова, и доставил туда около 6 000 пудов продовольствия. Там на фрегат были погружены больные с эскадры и «Поспешный» вернулся с ними в Николаев.
В июне-июле 1800 года фрегат вновь доставил из Николаева продовольствие эскадре Ушакова, которая в то время стояла у острова Занте.

### Гибель
На обратном пути, при возвращении из Средиземного моря, выйдя из пролива Босфор, «Поспешный» попал в сильный шторм и шквалом был выброшен на берег недалеко от Константинополя.
Корабль разбился, при этом погибло 13 человек, в том числе: командир — капитан-лейтенант Николай Антонович Паго, ещё 2 офицера, 10 нижних чинов.

## Командиры фрегата
Командирами судна в разное время служили:
- В 1794 году — М. М. Огильви
- В 1797 году — С. Мансуров
- В 1799 году — П. М. Елизаров
- В 1800 году — Н. А. Паго